# Angustias Lara Sánchez
Angustias Lara Sánchez, més coneguda com a Maruja Lara (Granada, 11 de setembre de 1917 - València, 2003), fou una llibertària, feminista i sindicalista.

## Biografia
Quan tenia sis anys va emigrar amb la seva família al Brasil i després a l'Argentina. Proclamada la Segona República, van retornar a Espanya. Amb 14 anys es va afiliar a les Joventuts Llibertàries de Granada i a la CNT i posteriorment va passar a ser secretària del Sindicat de la Neteja de la CNT.
Al setembre de 1936 va poder fugir de Granada i durant un temps va lluitar com a miliciana en la Columna Maroto. Va arribar a la ciutat de València el 1937, on s'instal·là i ingressà en el Sindicat d'Infermeres, per treballar a l'hospital número 1, situat a prop de les Torres de Quart. Va ocupar el càrrec de tresorera i secretària de treball en el Comitè Regional de Dones Lliures, situat al carrer de la Pau. Entre les seves companyes i amigues es trobaven militants com Amelia Torres, Lucía Sánchez Saornil, Suceso Portales, Carmen Pons, però especialment va fer amistat amb Isabel Mesa. Quan va acabar la guerra, al març de 1939, Maruja Lara i Isabel Mesa van pujar a un camió per a anar a Almeria i embarcar cap a Algèria, però acabaren en el port d'Alacant i van ser traslladades al camp de concentració d'Albatera. Va poder escapar del camp de concentració i fugí cap a Granada, on no va trobar on quedar-se i va haver de tornar a València. Des de València va partir cap a Mallorca, Barcelona i de nou tornà a València.
Amb la seva amiga Isabel Mesa van muntar en aquesta darrera ciutat un quiosc en el qual tenien amagada premsa clandestina, com Solidaridad Obrera i Fragua Social. El 1942 les dues amigues al costat d'altres companyes llibertàries van crear el col·lectiu Unió de Dones Demòcrates (UMD), organització clandestina per a ajudar les persones preses i solidaritzar-se amb les seves famílies, entre altres fins. Durant la transició democràtica va participar en diversos col·lectius llibertaris com Libre Estudio, la Federació de Pensionistes de la CNT, Ràdio Klara i l'Ateneu Llibertari Al Marge.
El 1996 la CNT valenciana va retre un homenatge a Maruja Lara i Isabel Mesa.